# Anna Marly
Anna Marly, pseudonimo di Anna Yurievna Betulinskaya (Pietrogrado, 30 ottobre 1917 – Palmer, 15 febbraio 2006), è stata una cantante francese di origine russa.
È nota per aver composto, nel 1941, Le chant des partisans, inno della resistenza francese durante l'occupazione della Germania nazista nella seconda guerra mondiale. Le parole del brano sono di Joseph Kessel e Maurice Druon. 
È stata nominata cavaliere della Legion d'onore nel 1985 da François Mitterrand.